# Целлер, Луиза
Луиза Целлер (в ряде источников Зеллер нем. Louise Zeller; в девичестве Пихлер (нем. Pichler); 16 января 1823, Ванген — 20 ноября 1889) — немецкая писательница; мастер исторического романа и автор ряда произведений для детей.

## Биография
Луиза Пихлер родилась 16 января 1823 года в городке Ванген в семье местного пастора.
До конца 1850-х годов публиковала романы и рассказы под своей девичьей фамилией Пихлер, а после замужества более ранние работы были опубликованы под её новым и более известным в настоящее время именем Луиза Целлер.
Её работы получили удивительное распространение за пределами немецкоязычного региона. Они были переведены на голландский язык Адрианусом Иоганнесом Хубертусом ван дер Слоотом и швейцарским религиозным объединением в Лозанне с её новеллой «Le fils d’adoption», а сочинение «Episode le la guerre de trente ans» (Toulouse 1857) было издано на французском языке.
Целлер, которая происходила из небогатой семьи, благодаря своим работам, смогла материально поддержать свою семью. Долгое время она жила в Тюбингене, где была соседкой Оттилии Вильдермут
 — одной из наиболее известных германских детских писательниц своего времени. Возможно именно это повлияло на то, что помимо исторической тематики, она обратилась и к детской литературе.
После их замужества она ограничилась — за исключением публикации нескольких новых работ — ведением домашнего хозяйства своего мужа. Несмотря на это, «Последние графы Ахалма» все же появились в печати через одиннадцать лет после её смерти.
Луиза Пихлер-Целлер скончалась 20 ноября 1889 года.